# Jānis Dūklavs
Jānis Dūklavs (ur. 24 listopada 1952 w Ķegums) – łotewski inżynier leśnik, przedsiębiorca i kołchoźnik, w latach 2009–2011 i 2014–2019 minister rolnictwa.

## Życiorys
W latach 1971–1976 studiował leśnictwo w Łotewskiej Akademii Rolniczej w Jełgawie, uzyskał tytuł zawodowy inżyniera leśnika. W latach 1975–1991 był dyrektorem kołchozu „Piebalga”. Od 1991 obejmował kierownicze stanowiska w prywatnych przedsiębiorstwach z branży rolniczej. Działacz organizacji gospodarczych i biznesowych, zasiadał we władzach Łotewskiej Konfederacji Pracodawców (2002–2005). W latach 2000–2009 był prezesem zrzeszenia łotewskich browarów, a w latach 2002–2007 dyrektorem sekcji małego i średniego biznesu w Łotewskiej Izbie Przemysłowo-Handlowej.
W wyborach w 2010, 2011, 2014 i 2018 z ramienia Związku Zielonych i Rolników uzyskiwał mandat posła na Sejm.
12 marca 2009 został ministrem rolnictwa w pierwszym rządzie Valdisa Dombrovskisa. Funkcję tę utrzymał w drugim gabinecie tegoż premiera, pełniąc ją do 25 października 2011. Powrócił na ten urząd 22 stycznia 2014 w pierwszym rządzie Laimdoty Straujumy. Pozostał na nim w kolejnych gabinetach – drugim rządzie Laimdoty Straujumy oraz rządzie Mārisa Kučinskisa. Zakończył urzędowanie 23 stycznia 2019.